# Lothar von Strauß und Torney
Lothar Karl Richard Strauß, ab 1852 von Strauß, ab 1872 von Strauß und Torney (* 14. Mai 1835 in Bückeburg, Fürstentum Schaumburg-Lippe, heute Niedersachsen; † 30. August 1903 ebenda) war ein königlich preußischer Generalmajor.

## Familie
Er entstammte einer alten hannoverschen Familie, die mit dem Pfarrer Georg Burchard Strauß (um 1584–1632) in Rethmar, bei Lehrte in Hannover, erstmals urkundlich genannt ist, und war der Sohn des konservativen Dichters, Forschers und Theologen Viktor Strauß (1809–1899), fürstlich schaumburg-lippescher Gesandter und Minister sowie Ehrenbürger der Stadt Dresden, der am 2. Juni 1852 mit Diplom vom 20. August 1852 in Wien in den österreichischen Adelsstand erhoben wurde, und der Albertine von Torney (1814–1905), Letzte ihrer Familie.
Strauß wurde mit Vater und Brüdern am 2. Juni 1852 mit Diplom vom 20. August 1852 in Wien in den österreichischen Adelsstand erhoben und erhielt mit seinem Vater und seinem Bruder Albert am 15. Mai 1872 in Bückeburg die fürstlich schaumburg-lippesche Genehmigung zur Namen- und Wappenvereinigung mit dem der Familie von Torney. Sein jüngerer Bruder Hugo von Strauß und Torney (1837–1919) hatte die entsprechende preußische Genehmigung bereits am 19. Februar 1872 in Berlin erhalten.
Strauß heiratete am 22. Juni 1861 in Oldenburg (Großherzogtum Oldenburg, Niedersachsen) Kathinka Harms (* 7. Februar 1843 auf Gut Kötteritzergroden, Kirchspiel Zetel; † 27. Februar 1917 in Bückeburg), die Tochter des Gutsbesitzers Ortgies Harms, Gutsherr auf Kötteritzergroden, und der Caroline Klävemann. Tochter aus dieser Ehe ist die Dichterin und Schriftstellerin Lulu von Strauß und Torney (1873–1956).

## Leben
Strauß war zunächst Flügeladjutant des Fürsten Adolf I. zu Schaumburg-Lippe (1817–1893), später königlich preußischer Generalmajor. Auch war er Ehrenritter des Johanniterordens.